# Bob Smit en het Duke City Sextet
Bob Smit en Het Duke City Sextet was een Brabants sextet dat hits scoorde in Nederland in de jaren zestig en zeventig.

## Biografie
Oprichter van het sextet was Jan Peels, die in 1963 de groep verliet. Repetities vonden plaats in Café Jacobs aan de Bossche Sint Janssingel. Zanger Bob Smit en het Duke City Sextet onder leiding van Jan Bijlaart waren als allround entertainers enorm populair in midden Brabant. Ze traden op in de grote danszalen zoals Het Witte Paard (Tilburg) en Het Lido (Waalwijk) en brachten daar een gevarieerd repertoire, waarbij ook rock-'n-roll invloeden te horen waren.
In 1963 kreeg Bob Smit een platencontract voor het Philips label. Zijn zelfgeschreven nummers Op Het Eerste Gezicht en Toe Dans De Slop werden al snel opgepikt door andere dansorkesten in Brabant. Er verscheen in 1963 een ep met in het Maleis gezongen nummers, die ook in Maleisië en Singapore werd uitgebracht. Dat jaar hadden ze ook een tv-opname bij de BRT in Brussel voor het programma "Tienerklanken".
Eind 1965 volgde een landelijke doorbraak via een aantal succesvolle singles op het Delta label. Het nummer Ik Heb Me Weer Vergist bereikte de 20ste plaats in de Top 40 en bleef 13 weken genoteerd. Die opname werd gemaakt in Het Lido met een 2-sporen recorder. Bob Smit schreef al zijn nummers zelf met opvallende teksten, die destijds aansloegen bij het publiek in de danszalen. Daarbij was Bob Smit ook een echte voordrachtskunstenaar, want hij wist je met zijn zang te raken. Ook zijn nummers Te Laat en Ik Ben Je Kwijt bereikten de Top 40 in 1966. Philips bracht in 1966 de twee singles van Bob Smit uit 1963 en 1964 weer opnieuw uit.
In de periode 1968-1973 bereikte hij nog met vier van zijn platen de tipparade. Een van zijn beste nummers uit die periode was zijn vertaling van Sad Movies (een grote hit voor Sue Thompson uit 1961) als 'n Trieste Film. Na 1974 is Bob Smit langzaam verdwenen. Het Duke City Sextet werd in een gewijzigde bezetting Duke City en was in de jaren 70 nog wel in de weer als begeleiders van Albert West. Ad Kraamer had een conservatorium opleiding in Tilburg gevolgd en begon als producer met een eigen studio in Vlijmen en later Drunen. Hij scoorde ook zelf enkele hits onder de naam Marc Winter (o.a. De Heilsoldaat). Hans van Os maakte begin jaren tachtig een aantal singles onder de naam Gerrit Golf.
Bob Smit, geboren op 25 mei 1935 in Tegal, Nederlands-Indië is op 15 maart 2019 in Breda overleden.

## Bezetting
- Jan Bijlaart (trompet, orgel)
- Jan van der Zanden (saxofoon, klarinet)
- Hans van Os (gitaar)
- Ad Kraamer (accordeon, piano, orgel)
- Bert Silooy (bas), ex-The Hap Cats
- Hans Peulen (drums)
- Bob Smit (zang)
- Jan Peels (accordeon, piano, orgel), in 1963 vervangen door Ad Kraamer in 1969 vervangen door Peter Venrooy

### Bezetting 1969
- Jan Bijlaart (trompet, orgel, piano)
- Jan van der Zanden (saxofoon, klarinet)
- Hans van Os (gitaar)
- Peter Venrooy (hammondorgel, piano, synthesizer, accordeon), ex-Silvio Sextet
- Rinus Huismans (basgitaar)
- Ad Boeren (drums)
- Bob Smit (zang)

## Discografie
| Single met eventuele hitnotering(en) in de Nederlandse Top 40 | Datum van verschijnen | Datum van binnenkomst | Hoogste positie | Aantal weken | Opmerkingen                               |
| ------------------------------------------------------------- | --------------------- | --------------------- | --------------- | ------------ | ----------------------------------------- |
| Op het eerste gezicht                                         | 1963                  | -                     | -               | -            |                                           |
| Eh eh nona kapana                                             | 1963                  | -                     | -               | -            |                                           |
| Toe, dans de slop                                             | 1964                  | -                     | -               | -            |                                           |
| Eindelijk heb ik je gevonden                                  | 1965                  | -                     | -               | -            |                                           |
| Ik heb me weer vergist                                        | 1965                  | 18-12-1965            | 20              | 13           |                                           |
| Zonder jou                                                    | 1966                  | -                     | -               | -            |                                           |
| Ik mis je                                                     | 1966                  | -                     | -               | -            |                                           |
| Te laat                                                       | 1966                  | 2-4-1966              | 37              | 2            |                                           |
| Dit is voor altijd                                            | 1966                  | -                     | -               | -            |                                           |
| Ik ben je kwijt                                               | 1966                  | 5-11-1966             | 36              | 3            |                                           |
| Maar toch                                                     | 1967                  | -                     | -               | -            |                                           |
| De laatste keer                                               | 1967                  | -                     | -               | -            |                                           |
| Ik kom naar je toe                                            | 1968                  | 27-1-1968             | tip             | -            |                                           |
| Waar ben je                                                   | 1968                  | -                     | -               | -            |                                           |
| Ik heb het altijd wel geweten                                 | 1969                  | -                     | -               | -            |                                           |
| Ratatouille                                                   | 1969                  | -                     | -               | -            |                                           |
| Zij bracht haar ukelele mee                                   | 1969                  | -                     | -               | -            |                                           |
| Magdalena                                                     | 1970                  | -                     | -               | -            |                                           |
| Hij had zijn moeder meegenomen                                | 1971                  | 13-2-1971             | tip             | -            |                                           |
| Banana split                                                  | 1971                  | 27-3-1971             | tip             | -            | B-kant van Hij had zijn moeder meegenomen |
| 'n Trieste film                                               | 1972                  | -                     | -               | -            |                                           |
| Sesam open U                                                  | 1973                  | 4-8-1973              | tip             | -            |                                           |
| Mi amore                                                      | 1974                  | -                     | -               | -            |                                           |